# Географія Ефіопії
Ефіопія — східноафриканська країна, що знаходиться в східній частині континенту на Етіопському нагір'ї . Загальна площа країни 1 104 300 км² (27-ме місце у світі), з яких на суходіл припадає 1 млн км², а на поверхню внутрішніх вод — 104 300 км². Площа країни менша у двічі більша за площу території України. 

## Назва
Офіційна назва — Федеративна Демократична Республіка Ефіопія, Ефіопія (амх. የኢትዮጵያ ፌዴራላዊ ዲሞክራሲያዊ ሪፐብሊክ, የኢትዮጵያ). Назва країни походить від грецького топоніму Етіопія (дав.-гр. Αἰθιοπία; лат. Æthiopia), де аіті — обгоріле, запечене, а опі — обличчя. Проте в національних ефіопських джерелах XVI-XVII століть, таких як Книга Аксума, назва країни виводиться від легендарного Іттіопіса, сина Куша, онука Хама, який заснував місто Аксум. Інша середньовічна назва країни, Абісинія походить від (араб. لحبشة) форми ефіопського слова Хабеша (амх. ሐበሻ), збірної назви усіх племен в давній Ефіопії. За часів нетривалого володарювання італійців колонія називалась Італійська Східна Африка.

## Географічне положення

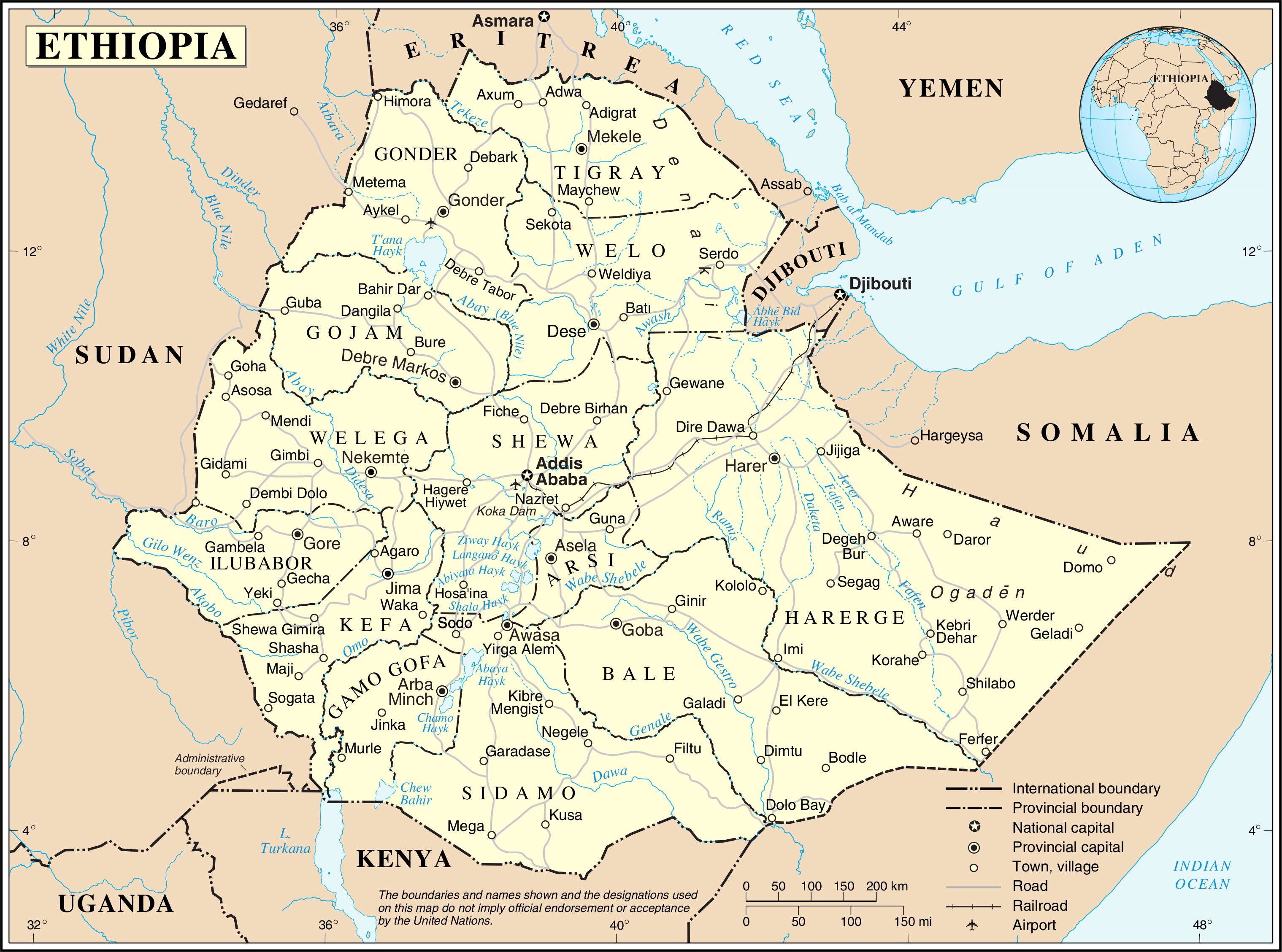
Карта Ефіопії від ООН

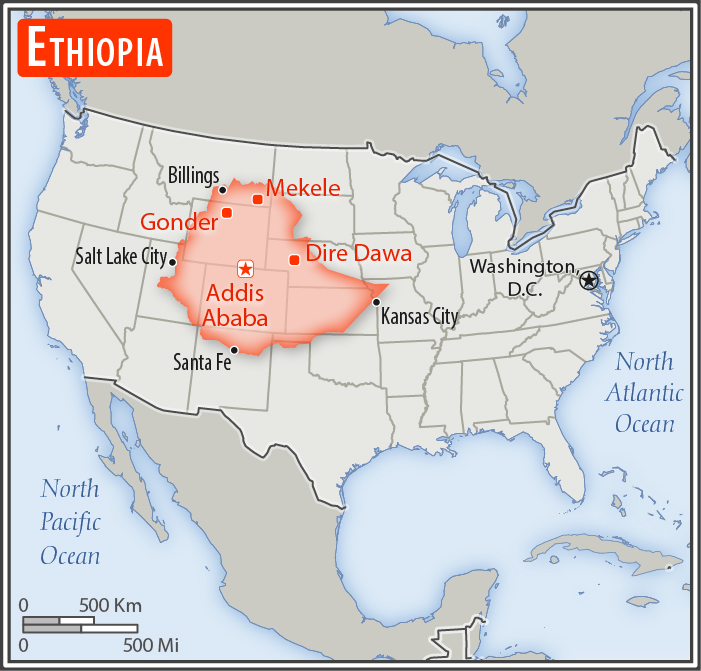
Порівняння розмірів території Ефіопії та США

Ефіопія — східноафриканська країна, що межує з шістьма іншими країнами: на півночі — з Еритреєю (спільний кордон — 1033 км), на сході — з Джибуті (342 км) і Сомалі (1640 км), на півдні — з Кенією (867 км), на південному заході — з Південним Суданом (1299 км), на заході — з Суданом (744 км). Загальна довжина державного кордону — 5925 км. Країна не має виходу до вод Світового океану.

### Час
Час у Ефіопії: UTC+3 (+1 година різниці часу з Києвом).

## Геологія

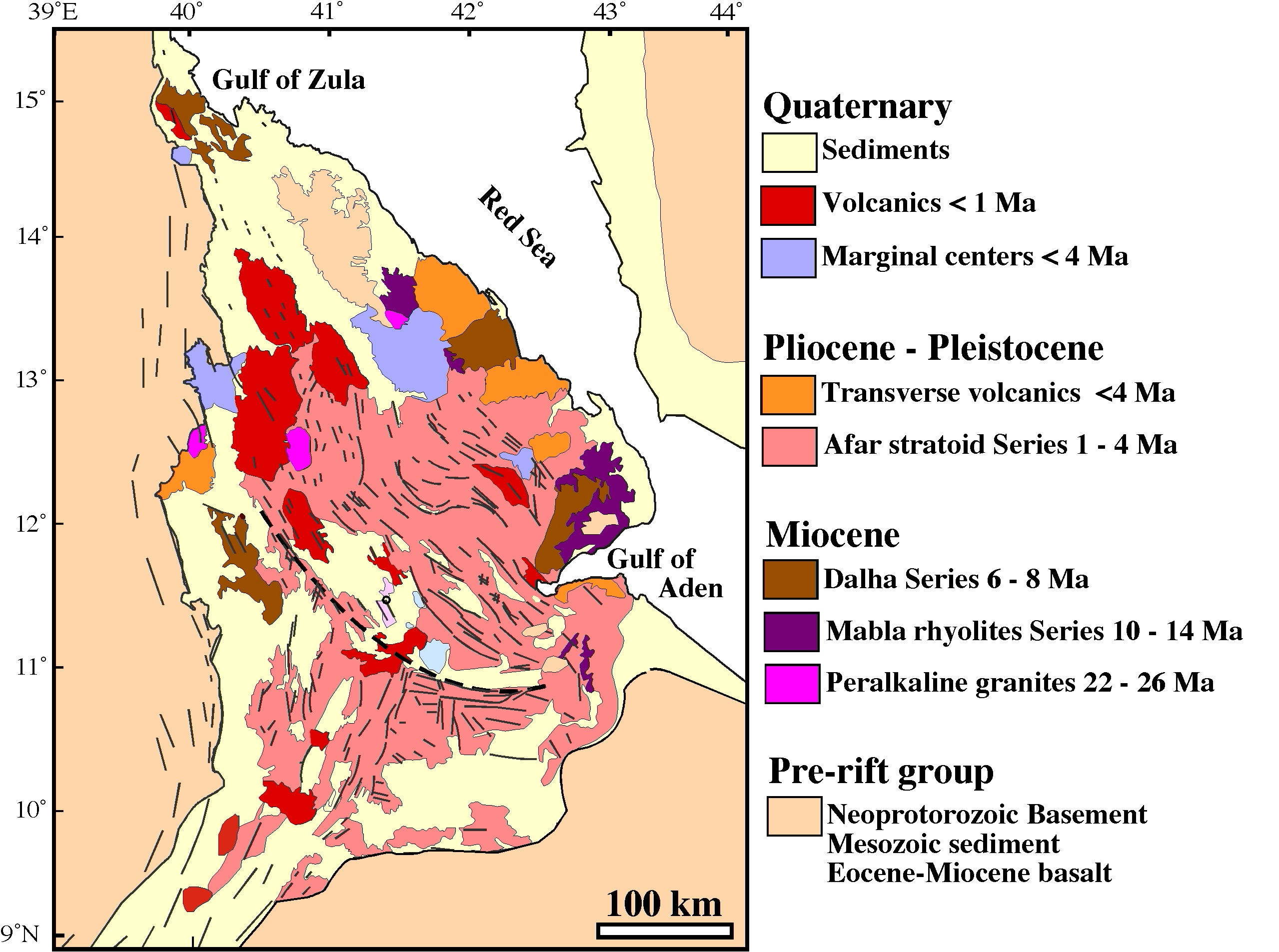
Геологія Афарської западини
Система Центральноафриканських рифтів
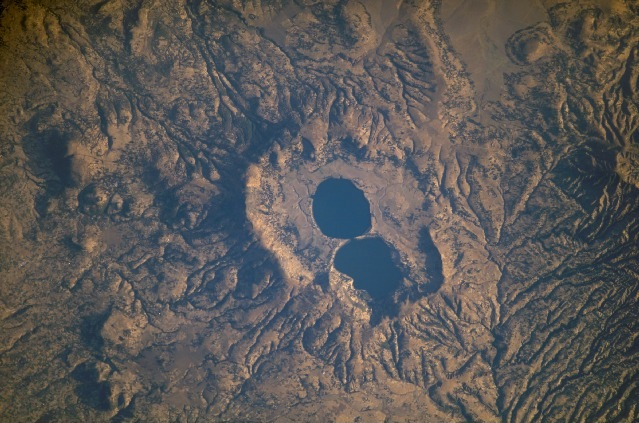
Кальдера Денді з космосу

### Корисні копалини
Надра Ефіопії багаті на ряд корисних копалин: золото, платину, мідь, калійні солі, природний газ.

## Рельєф
Середні висоти — 1330 м; найнижча точка — западина Данакіль (-125 м); найвища точка — вулкан Рас-Дашен (4533 м). Високе плато з центральними горами розділяється рифтовою долиною, на сході рівнина. Територія Ефіопії розташована у східній частині Східно-Африканського плоскогір'я. Більшу частину країни займає Ефіопське нагір'я. Глибокий ґрабен на південному сході від нагір'я відділяє від нього Ефіопсько-Сомалійське плато (висота до 1500 м). На північному сході країни розташована западина Афар (з озером Ассаль, що на 116 м нижче за рівень моря) з невеликими вулканами по краях.

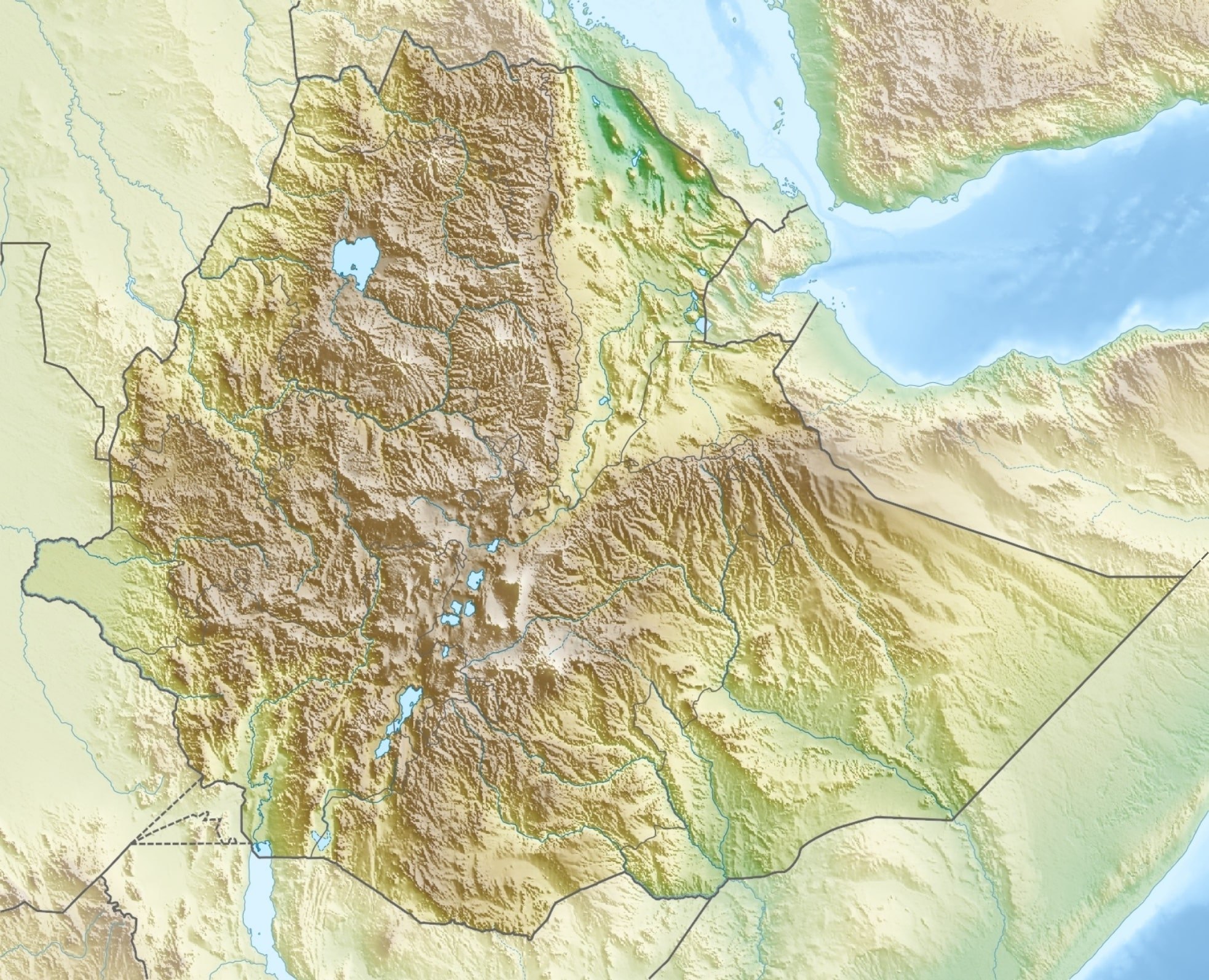
Рельєф Ефіопії
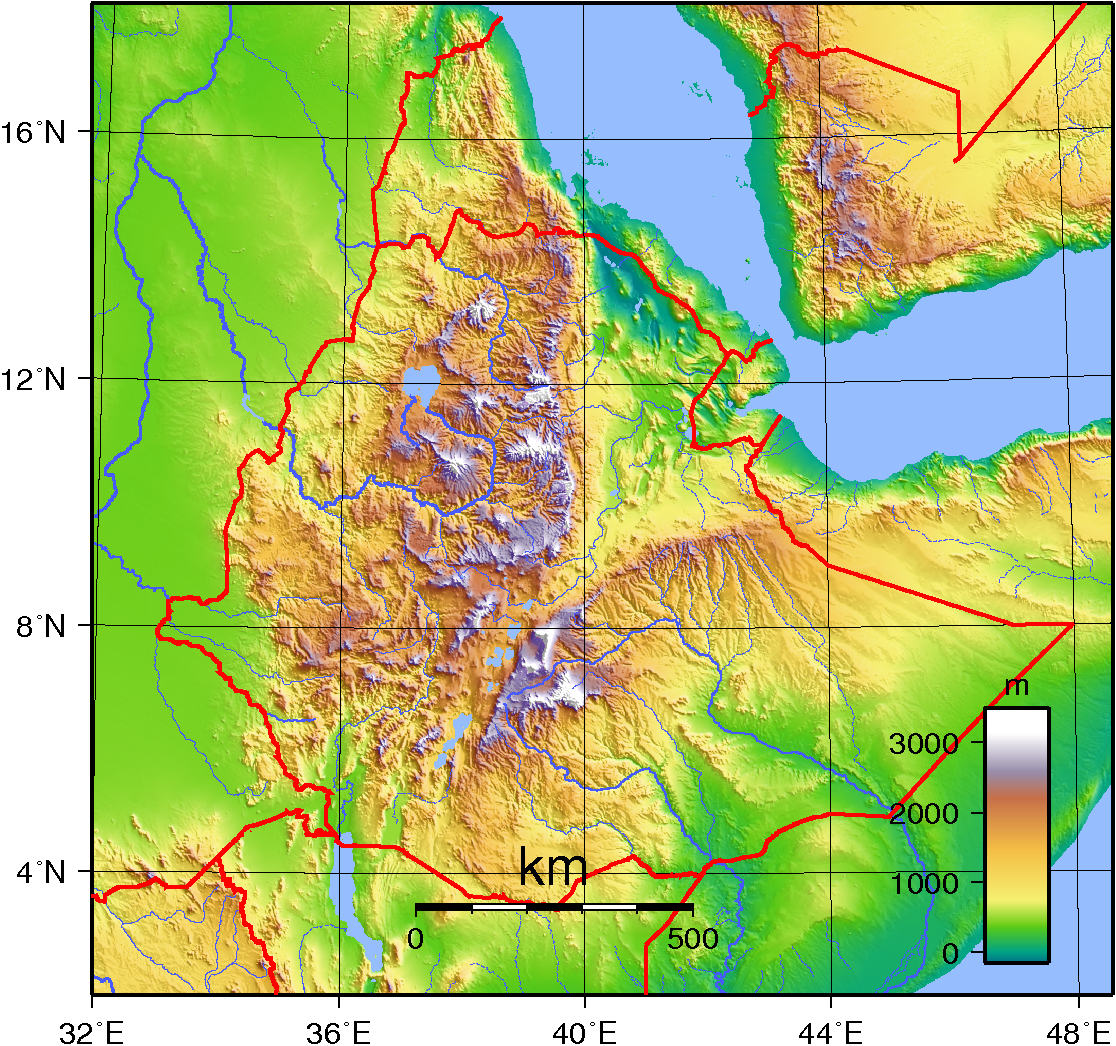
Гіпсометрична карта Ефіопії
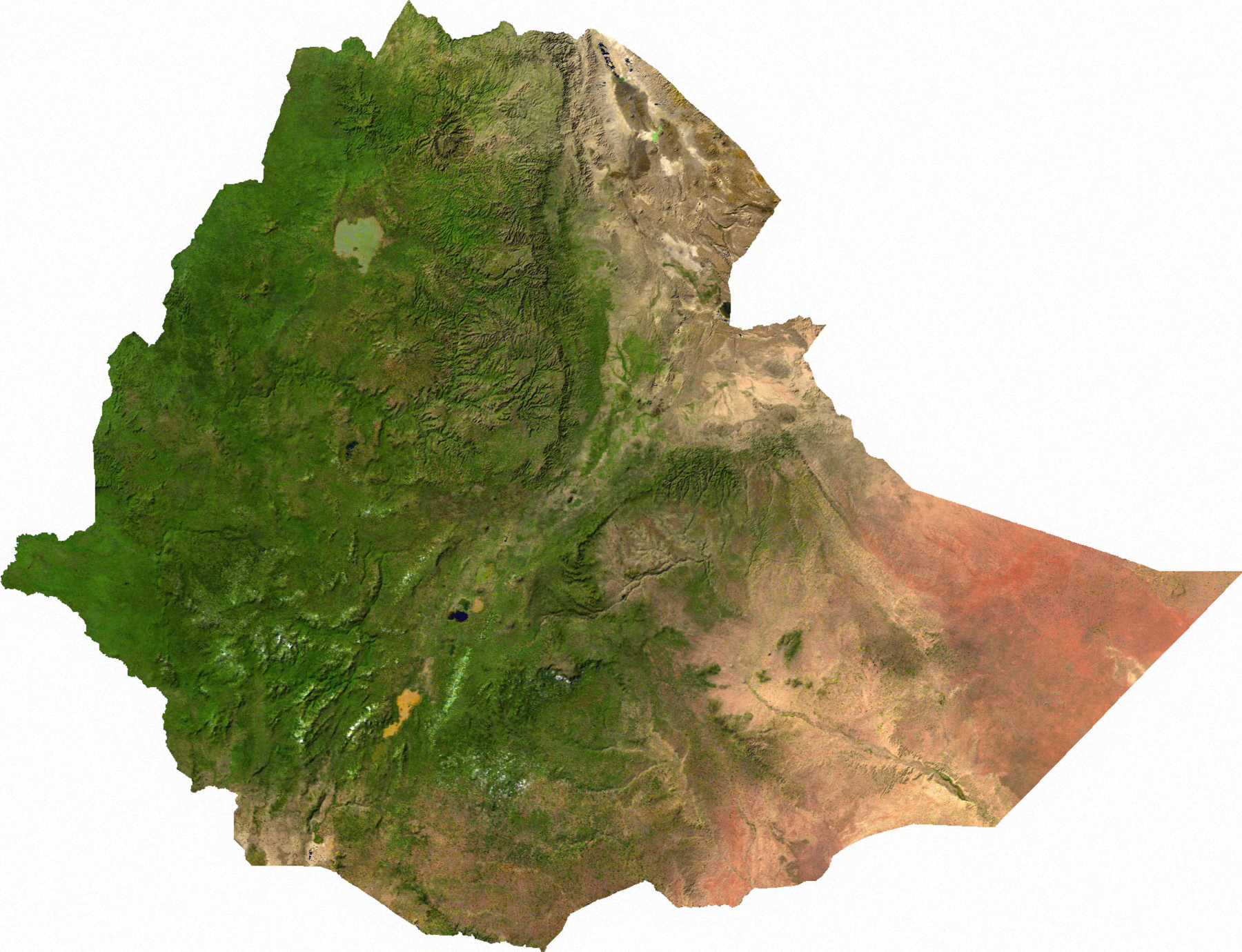
Супутниковий знімок поверхні країни
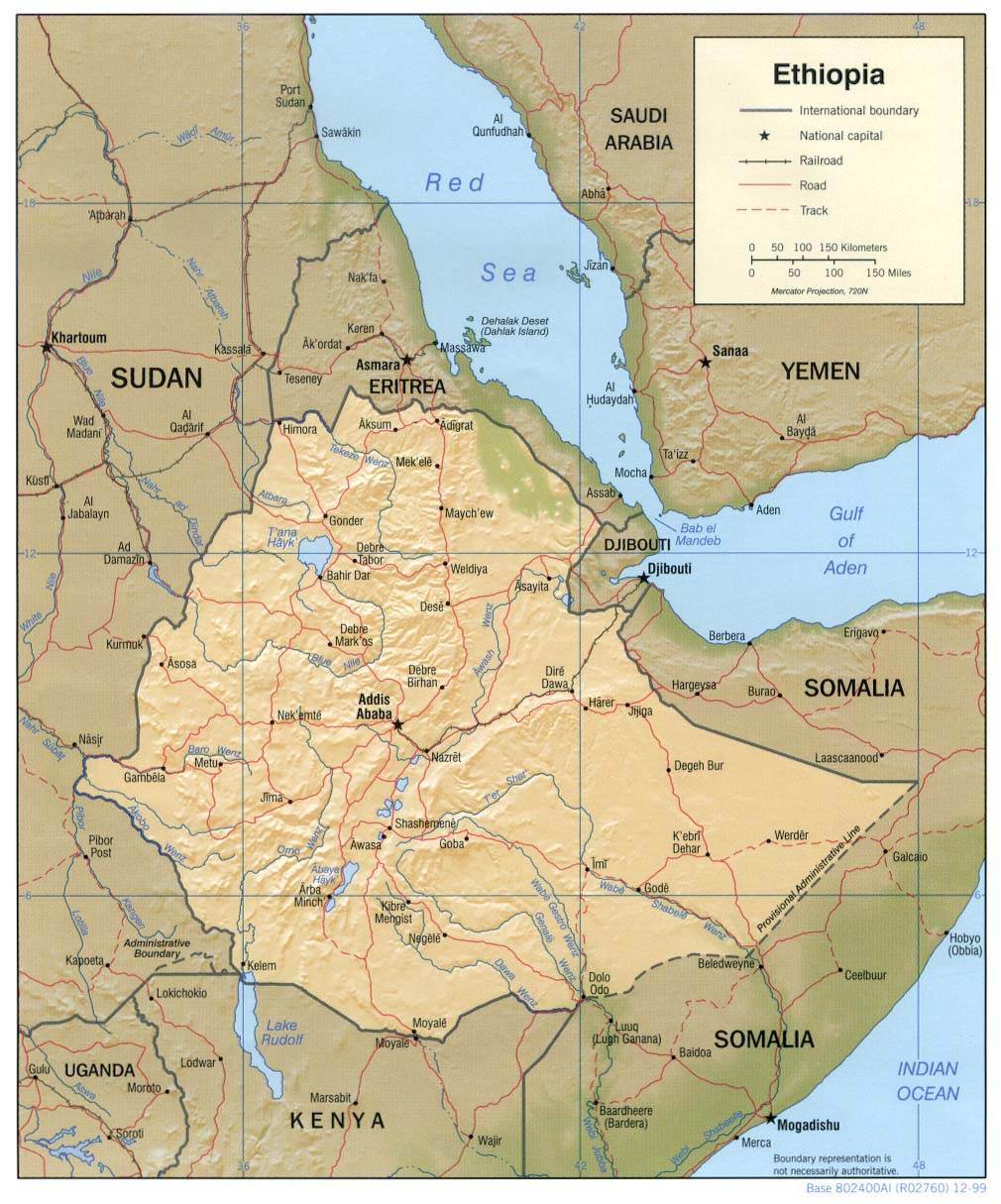
Карта країни (англ.)
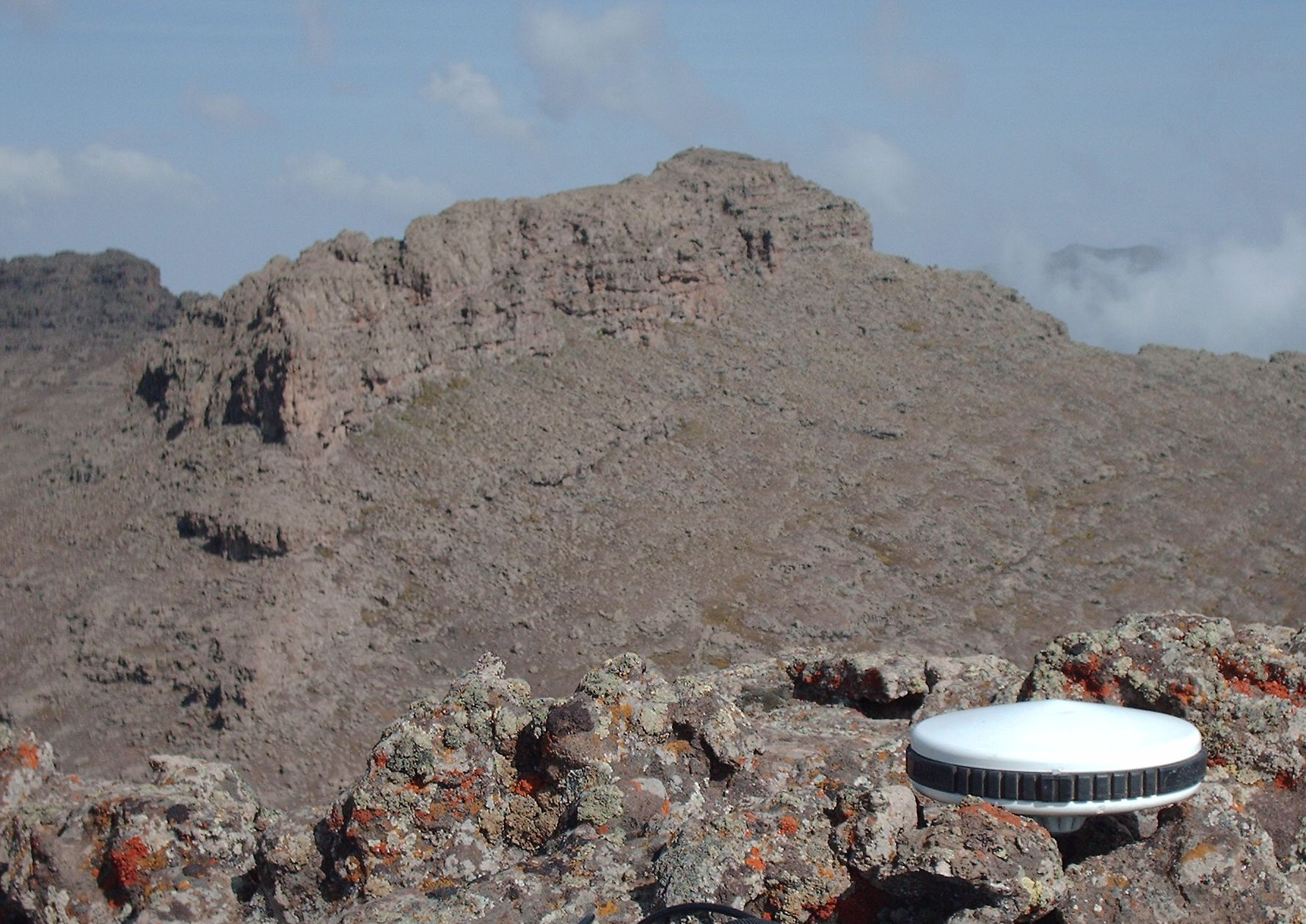
Гора Рас-Дашен
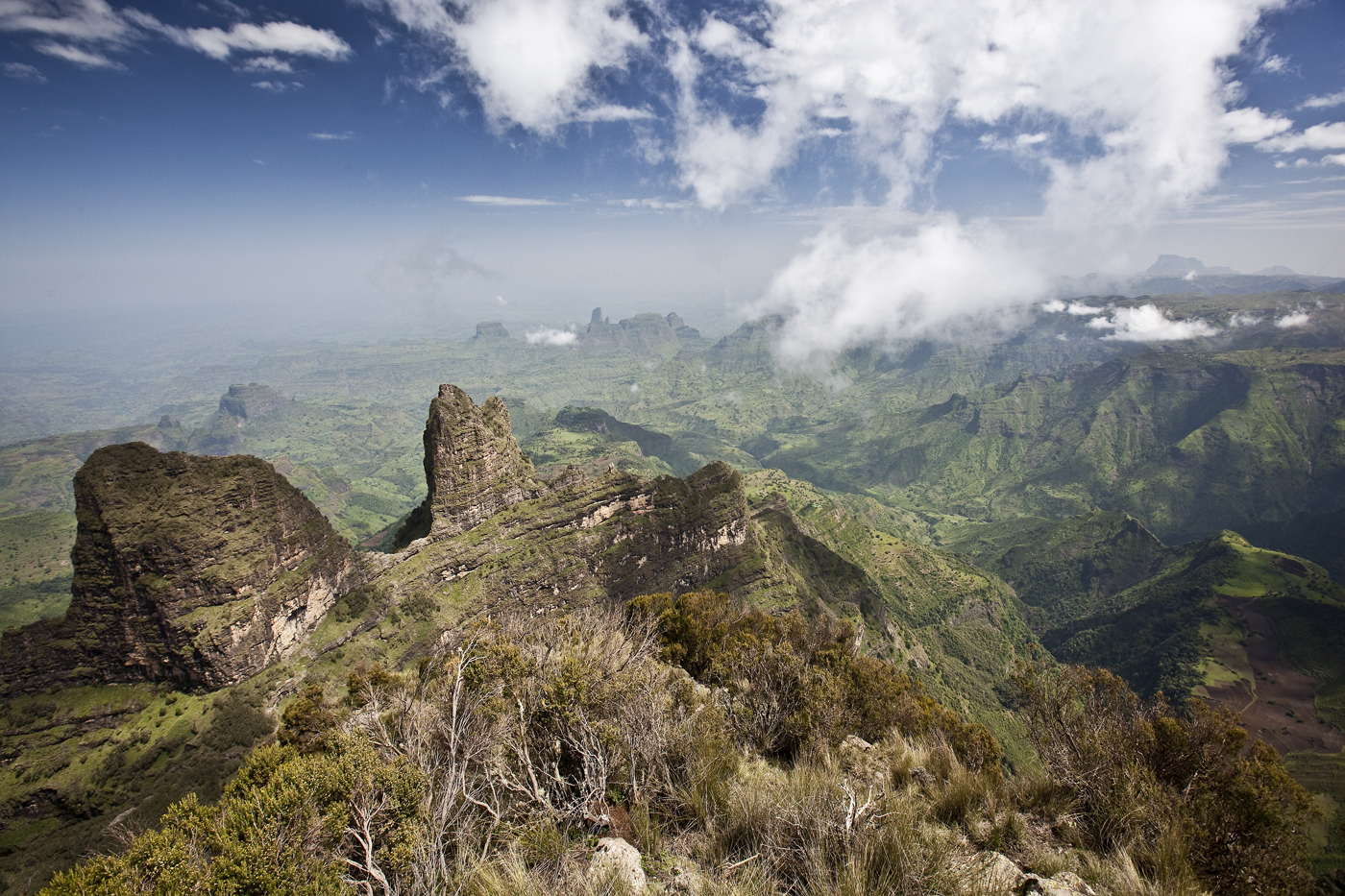
Ефіопське нагір'я
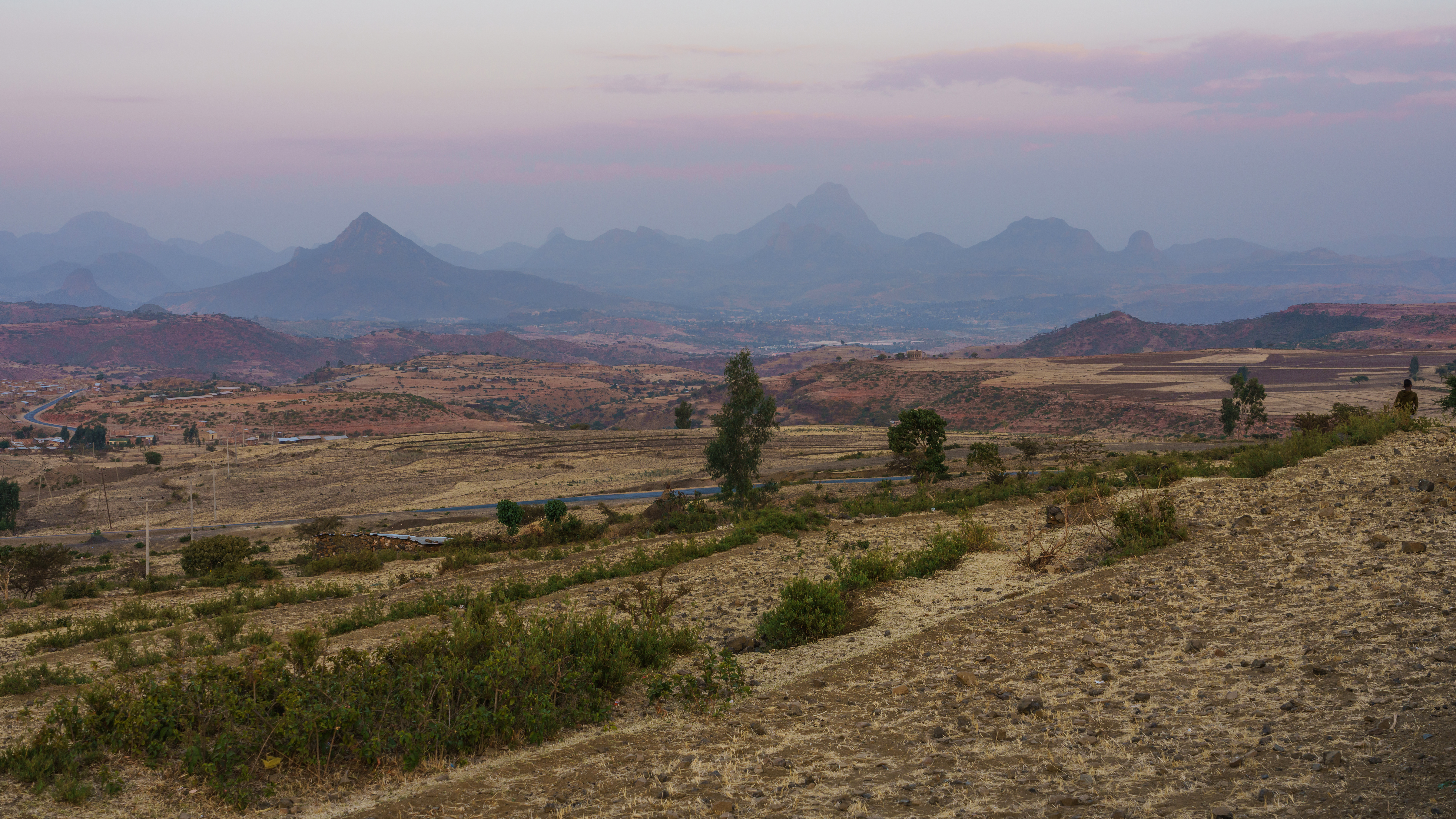
Північ Ефіопського нагір'я, район Тиграй

## Клімат
Територія Ефіопії лежить у субекваторіальному кліматичному поясі. Влітку переважають екваторіальні повітряні маси, взимку — тропічні. Влітку вітри дмуть від, а взимку до екватора. Сезонні амплітуди температури повітря незначні, зимовий період не набагато прохолодніший за літній. Зволоження на Ефіопському нагір'ї достатнє, на Сомалійському півострові недостатнє, часті посухи.

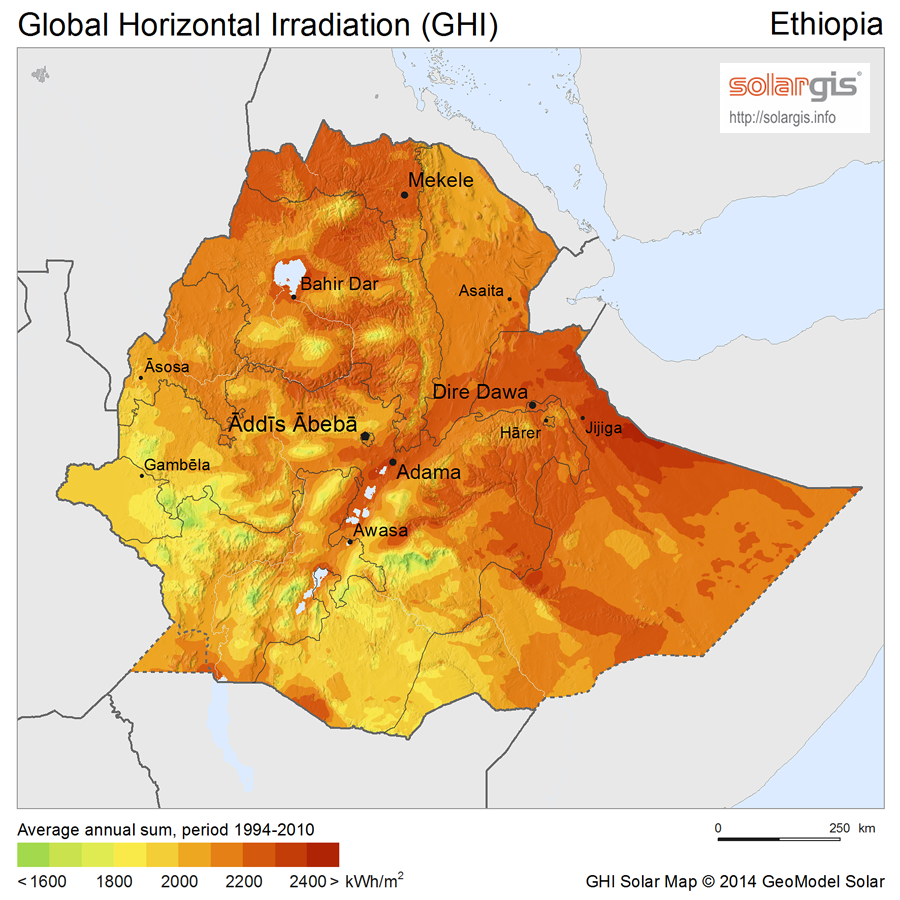
Сонячна радіація (англ.)
Кліматична карта Ефіопії (за Кеппеном)
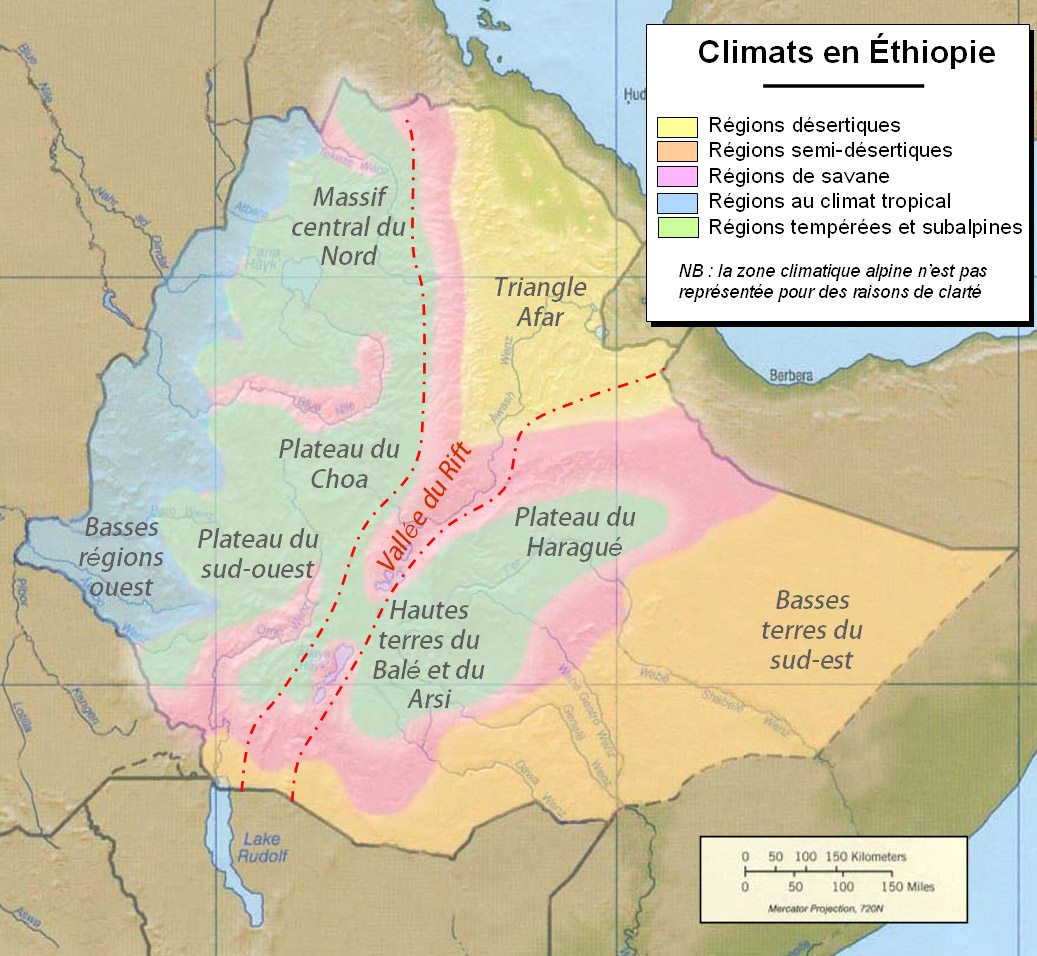
Кліматична карта Ефіопії (фр.)

Ефіопія є членом Всесвітньої метеорологічної організації (WMO), в країні ведуться систематичні спостереження за погодою.

## Внутрішні води

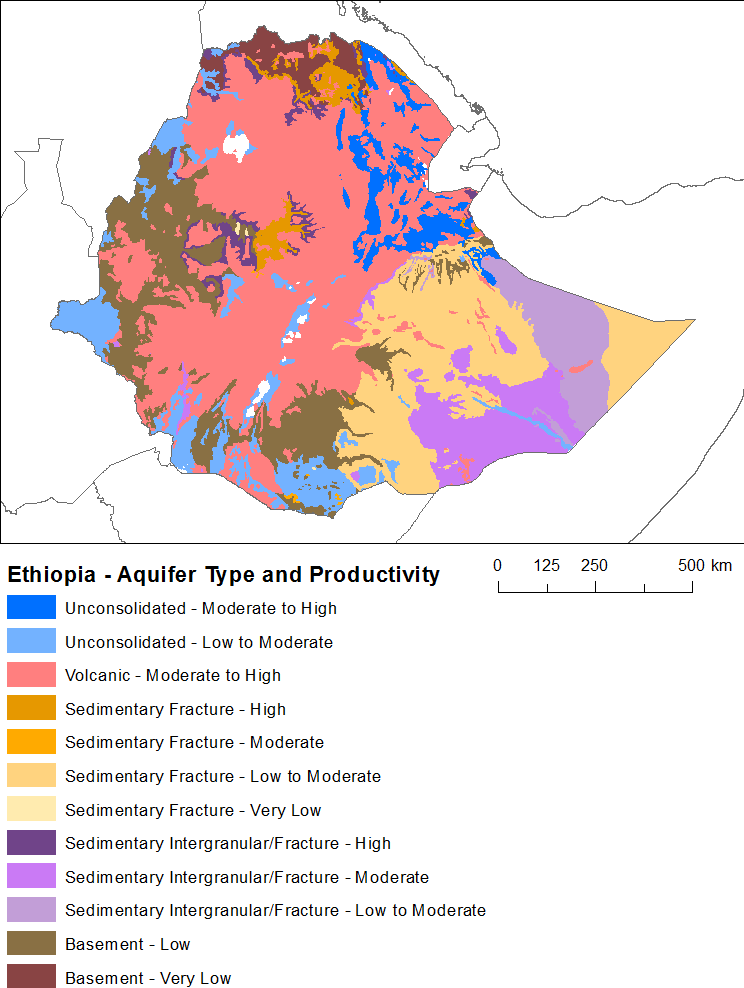
Гідрографічна мережа Ефіопії
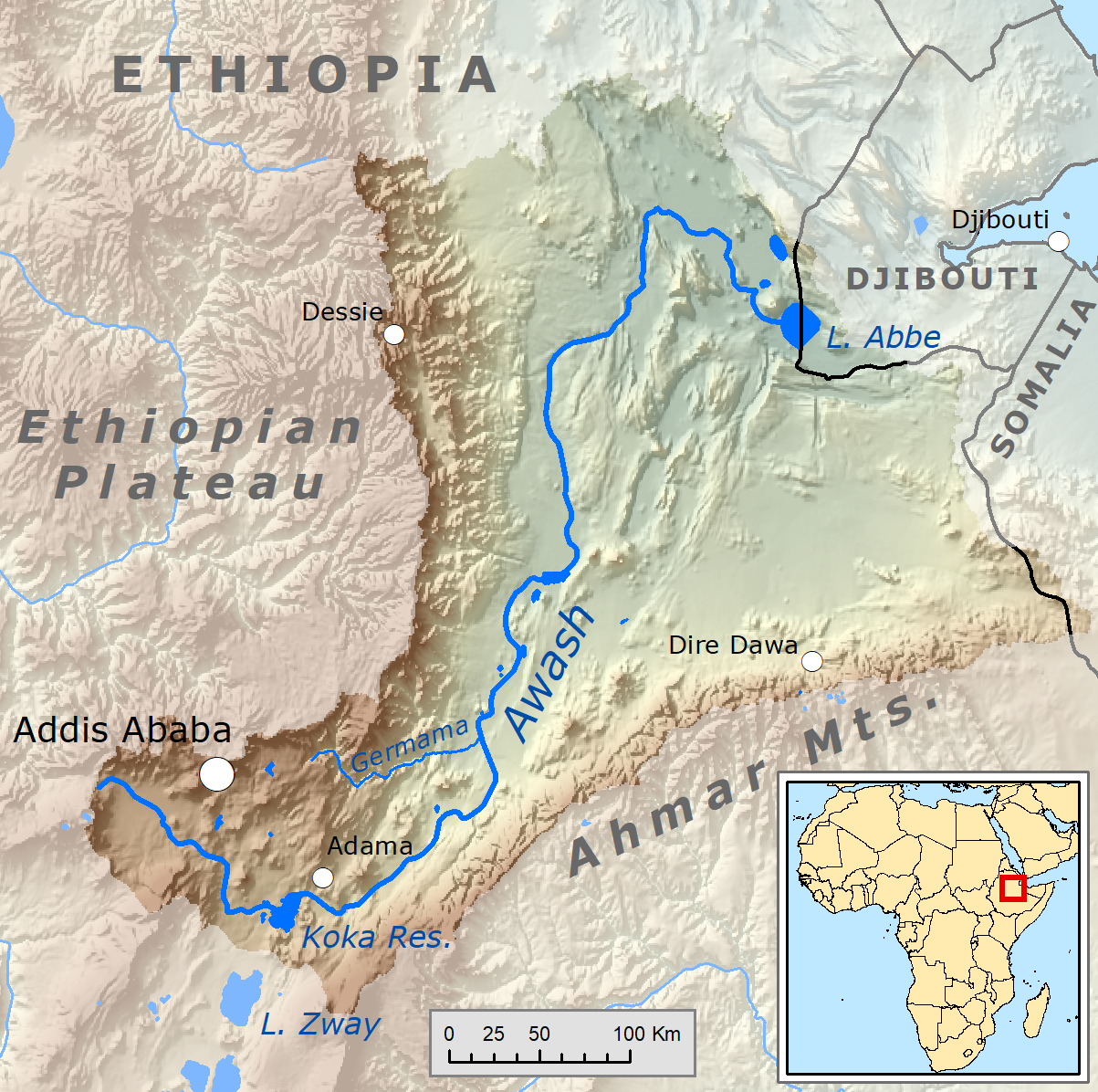
Сточище річки Аваш
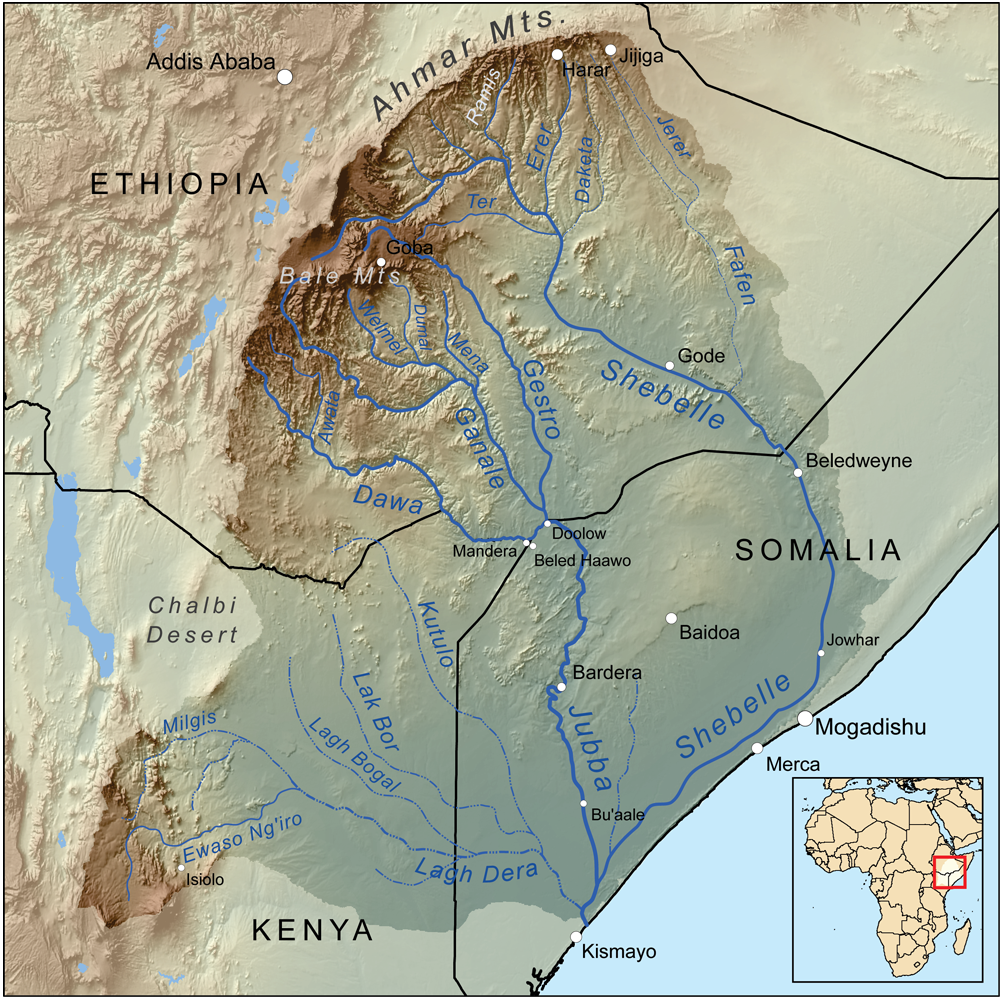
Сточище річок Джубба і Вебі-Шебелле
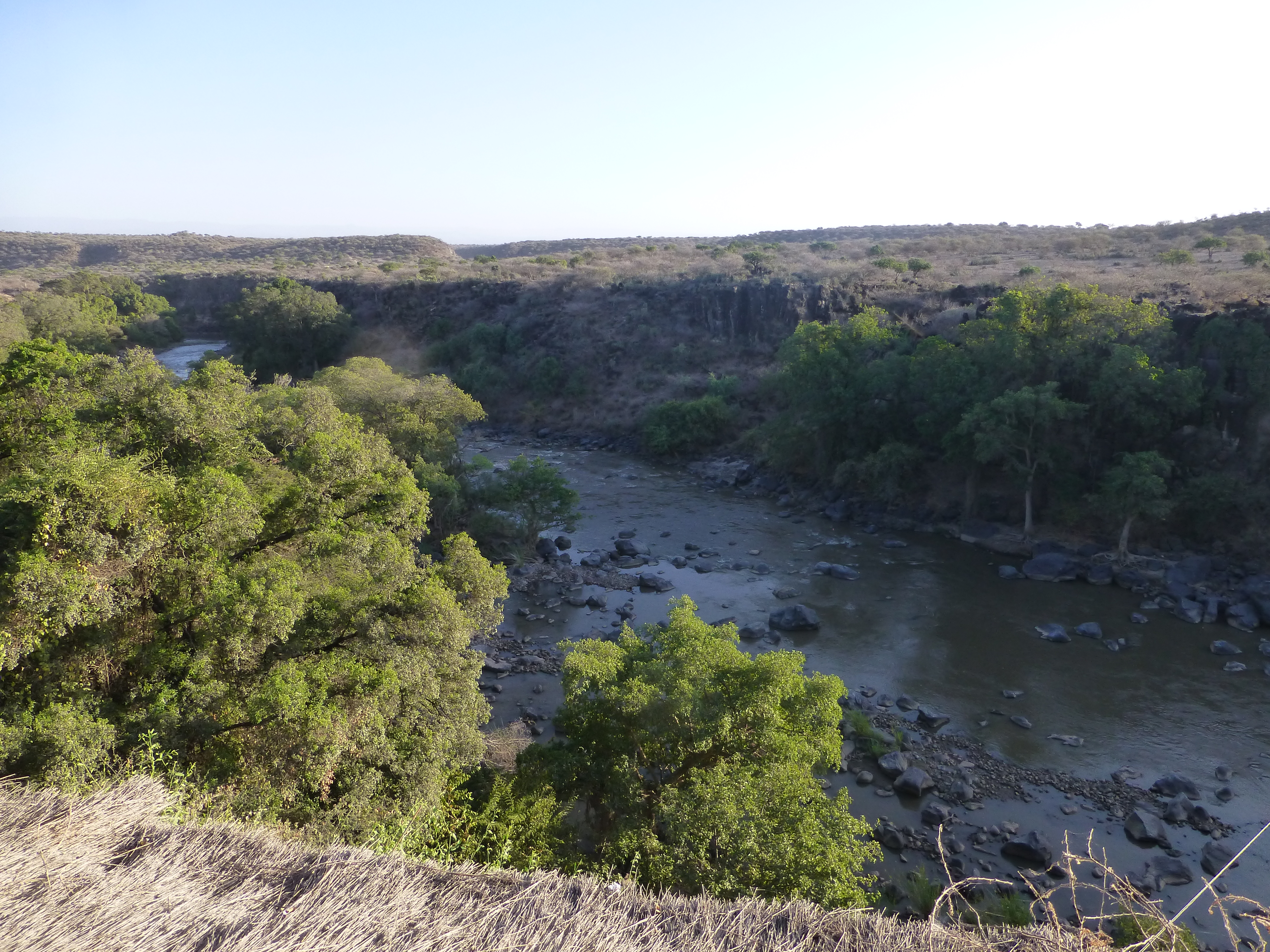
Річка Аваш
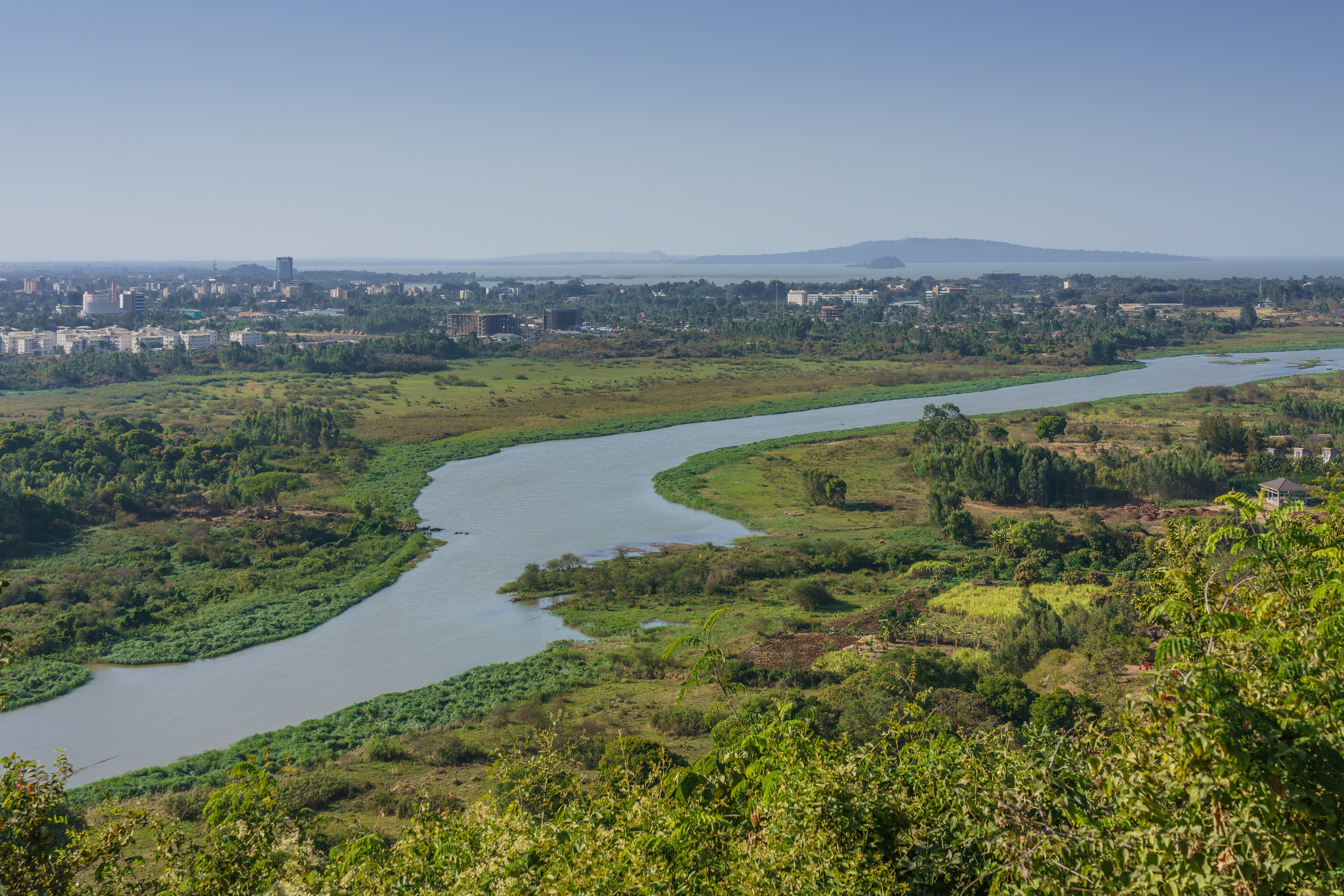
Блакитний Ніл
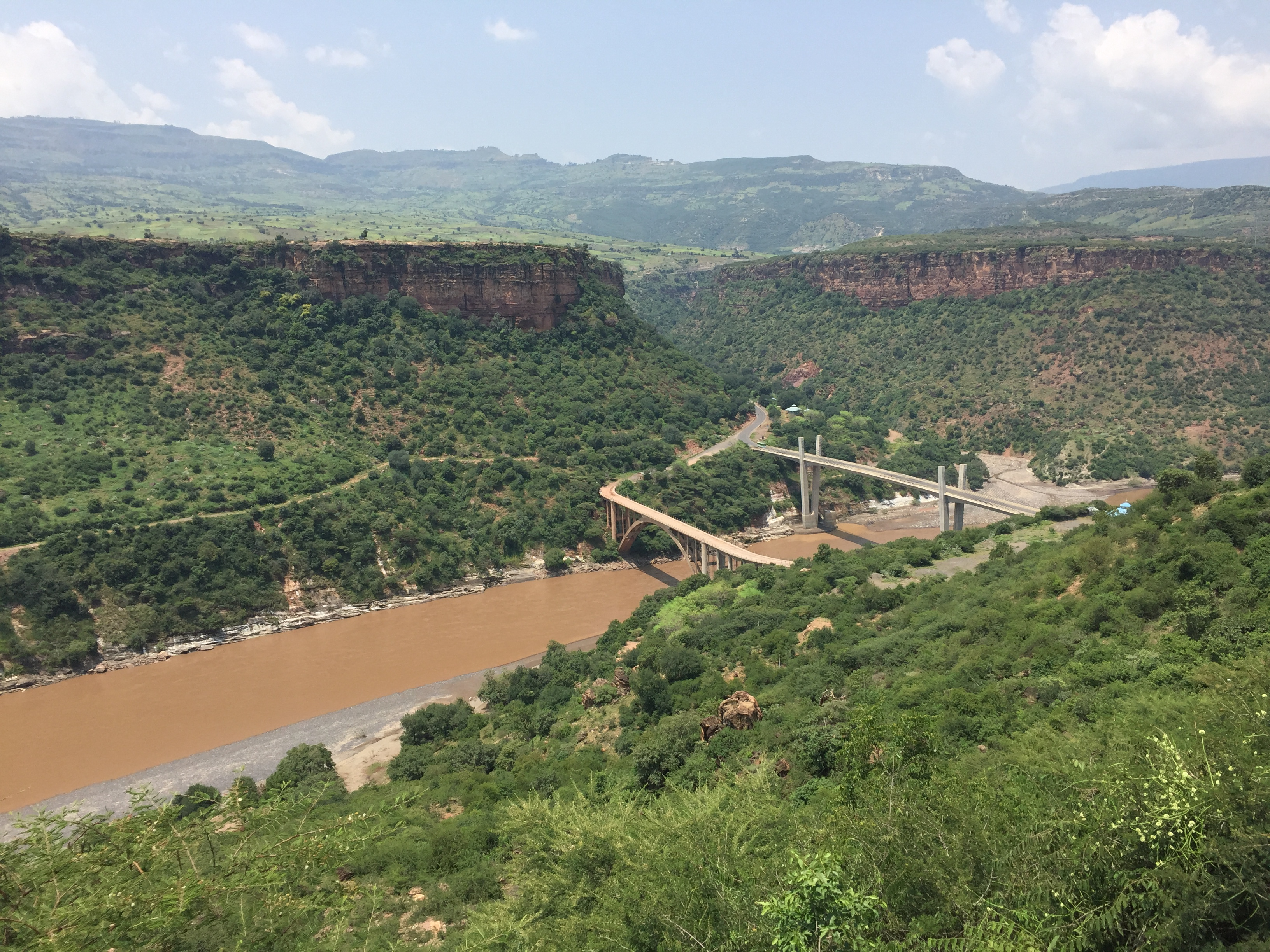
Верхів'я Блакитного Ніла

### Річки
Річки західної частини належать басейну Середземного моря Атлантичного океану (річка Ніл); центральної і східної частини — Індійського океану; півдня — безстічної області солоного озера Рудольф (Туркана).

### Озера

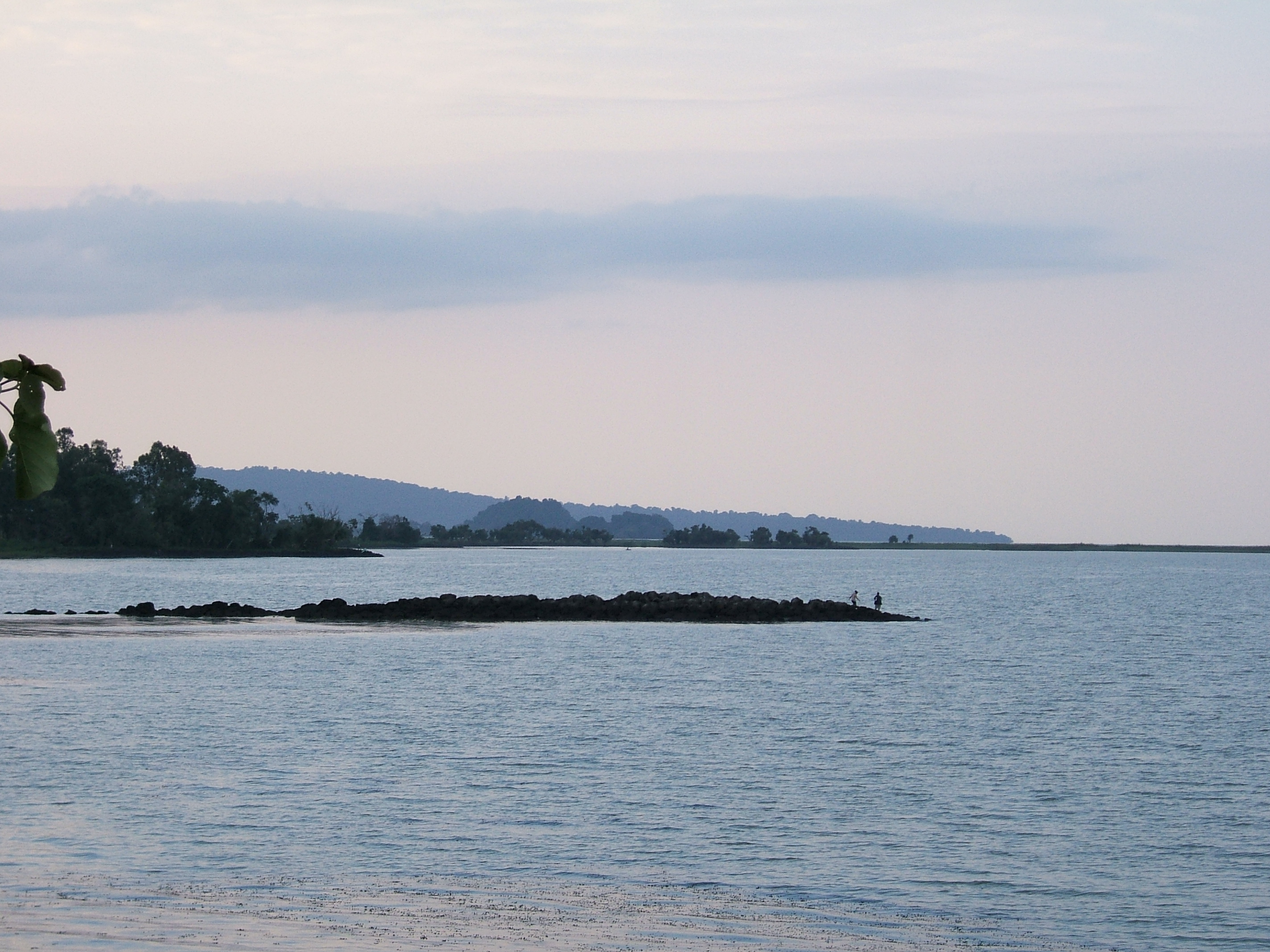
Гірське озеро Тана
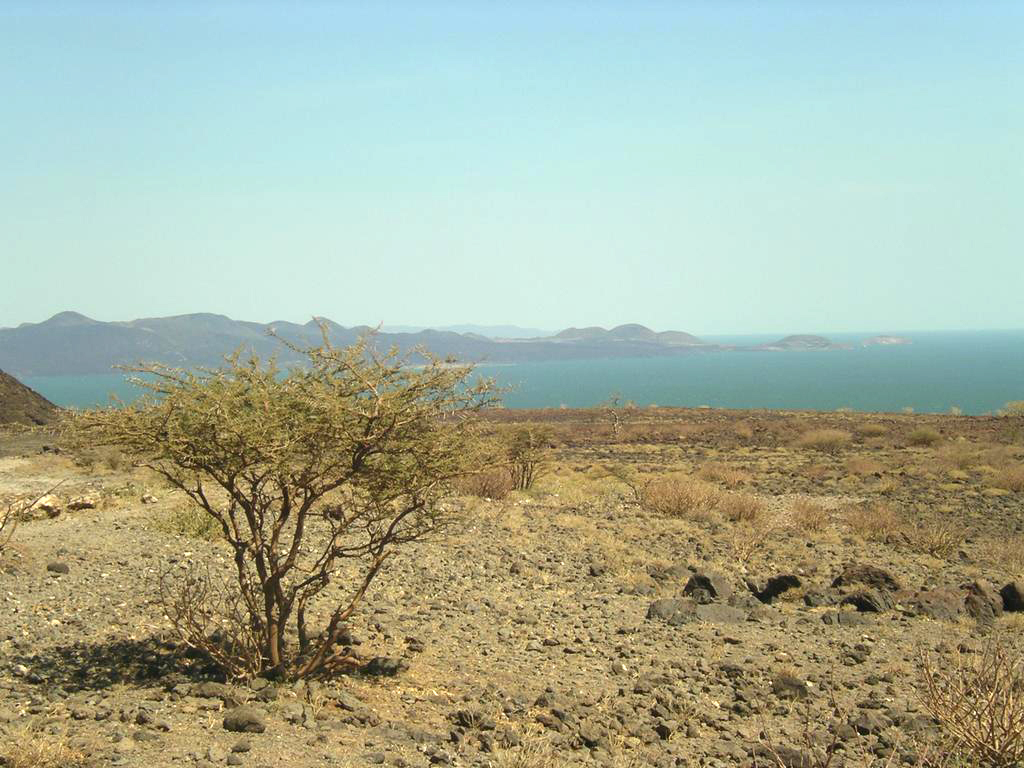
Озеро Туркана

## Рослинність

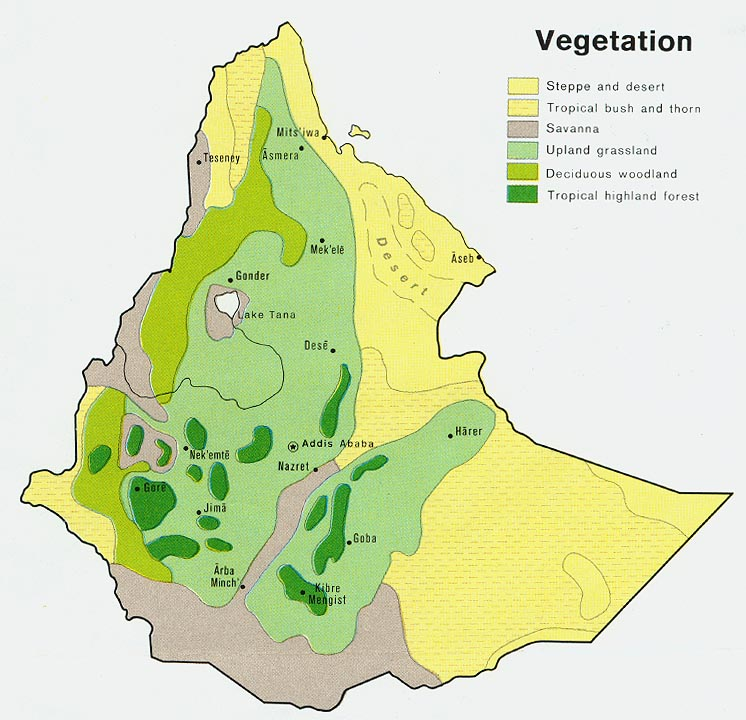
Рослинність Ефіопії, 1976 року
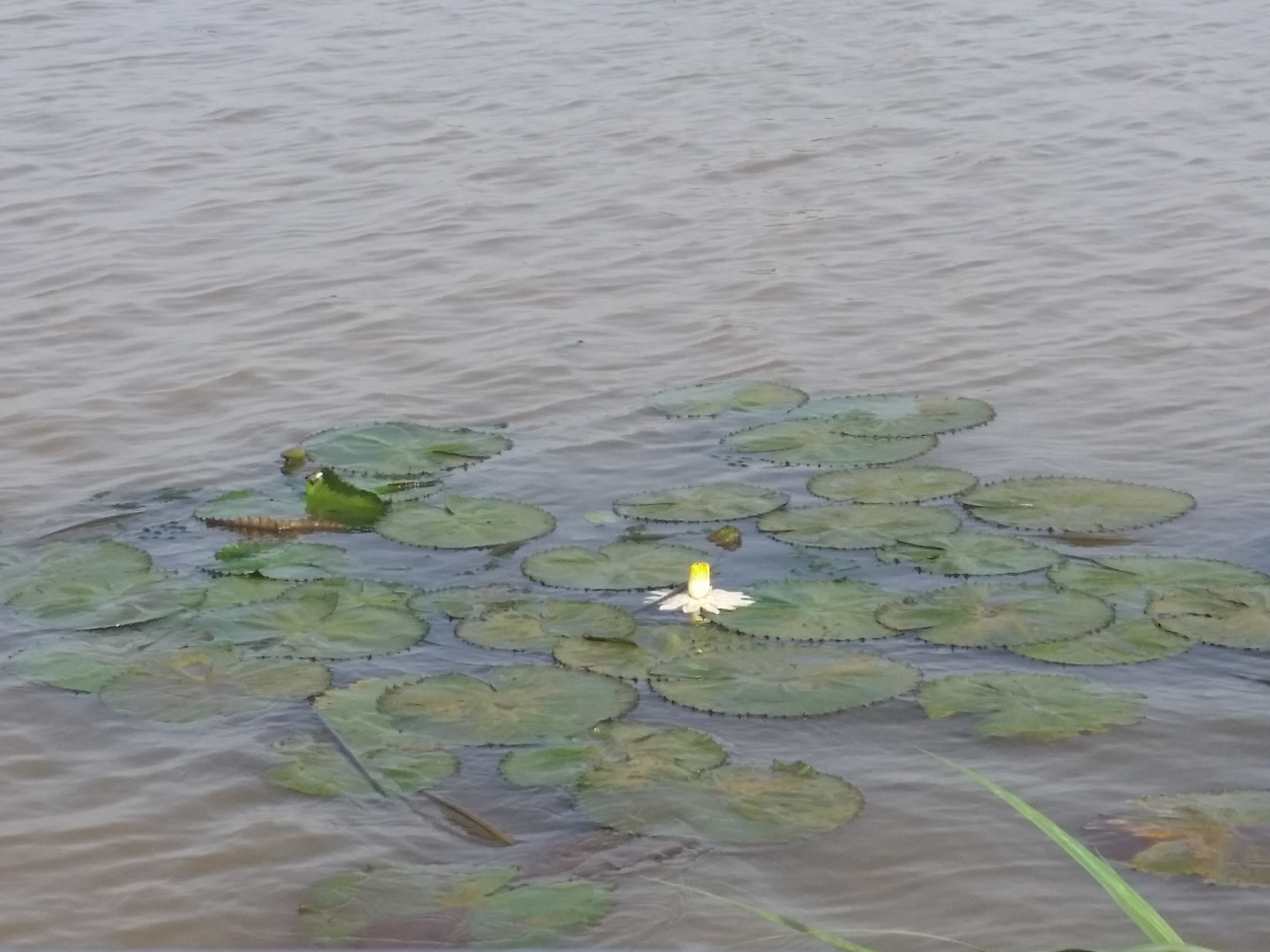
Латаття на озері Тана

## Тваринний світ
У зоогеографічному відношенні територія країни відноситься до Східноафриканської підобласті Ефіопської області.

## Стихійні природні явища
На території країни періодично спостерігаються стихійні природні явища:
- геологічна активність Великого Рифту спричинює активний вулканізм, сейсмічність, часті землетруси, найбільш активний вулкан Ерте-Але (613 м) часто вивергає значні потоки лави, виверження вулкана Даббах 2005 року спричинило евакуацію місцевого населення;
- часті посухи[1].

## Охорона природи
Серед екологічних проблем варто відзначити:
- знеліснення;
- перевипасання;
- ерозію ґрунтів;
- спустелювання;
- дефіцит прісної води в районах інтенсивного сільського господарства, здебільшого через неправильний менеджмент.

Ефіопія є учасником ряду міжнародних угод з охорони навколишнього середовища:
- Конвенції про біологічне різноманіття (CBD),
- Рамкової конвенції ООН про зміну клімату (UNFCCC),
- Кіотського протоколу до Рамкової конвенції,
- Конвенції ООН про боротьбу з опустелюванням (UNCCD),
- Конвенції про міжнародну торгівлю видами дикої фауни і флори, що перебувають під загрозою зникнення (CITES),
- Базельської конвенції протидії транскордонному переміщенню небезпечних відходів,
- Монреальського протоколу з охорони озонового шару[1].

Урядом країни підписані, але не ратифіковані міжнародні угоди щодо: Конвенції про заборону військового впливу на природне середовище (ENMOD),
- Конвенції з міжнародного морського права[1].

## Природні ресурси

### Водні ресурси
Загальні запаси відновлюваних водних ресурсів (ґрунтові і поверхневі прісні води) становлять 122 км³.
Станом на 2012 рік в країні налічувалось 2,9 тис. км² зрошуваних земель.

### Земельні ресурси
Земельні ресурси Ефіопії (оцінка 2011 року):
- придатні для сільськогосподарського обробітку землі — 36,3 %,
  - орні землі — 15,2 %,
  - багаторічні насадження — 1,1 %,
  - землі, що постійно використовуються під пасовища — 20 %;
- землі, зайняті лісами і чагарниками — 12,2 %;
- інше — 51,5 %[1].

## Фізико-географічне районування
У фізико-географічному відношенні територію Ефіопії можна розділити на _ райони, що відрізняються один від одного рельєфом, кліматом, рослинним покривом: .

### Українською
- Атлас світу / голов. ред. І. С. Руденко ; зав. ред. В. В. Радченко ; відп. ред. О. В. Вакуленко. — К. : ДНВП «Картографія», 2005. — 336 с. — ISBN 9666315467.
- Атлас. 7 клас. Географія материків і океанів / Укладачі О. Я. Скуратович, Н. І. Чанцева. — К. : ДНВП «Картографія», 2014.
- Бєлозоров С. Т. Африка : фізико-географічний нарис. — вид. 2-ге, перероб. і доп. — К. : Радянська школа, 1957. — 232 с.
- Барановська О. В. Фізична географія материків і океанів : навч. посіб. для студентів ВНЗ : [у 2 ч.]. — Н. : Ніжинський державний університет ім. Миколи Гоголя, 2013. — 306 с. — ISBN 978-617-527-106-3.
- Ефіопія // Гірничий енциклопедичний словник : [у 3-х тт.] / за ред. В. С. Білецького. — Д. : Східний видавничий дім, 2004. — Т. 3. — 752 с. — ISBN 966-7804-78-X.
- Костів Л. Я. Фізична географія материків і океанів. Африка : навч.-метод. посібник. — Л. : Видавничий центр ЛНУ імені Івана Франка, 2017. — 184 с. — ISBN 978-617-10-0374-3.
- Панасенко Б. Д. Фізична географія материків : навч. посіб. : в 2 ч. — В. : ЕкоБізнесЦентр, 1999. — 200 с.
- Юрківський В. М. Регіональна економічна і соціальна географія. Зарубіжні країни: Підручник. — 2-ге. — К. : Либідь, 2001. — 416 с. — ISBN 966-06-0092-5.

### Англійською
- (англ.) Graham Bateman. The Encyclopedia of World Geography. — Andromeda, 2002. — 288 с. — ISBN 1871869587.

### Російською
- (рос.) Авакян А. Б., Салтанкин В. П., Шарапов В. А. Водохранилища. — М. : Мысль, 1987. — 326 с. — (Природа мира)
- (рос.) Алисов Б. П., Берлин И. А., Михель В. М. Курс климатологии [в 3-х тт.] / под. ред. Е. С. Рубинштейна. — Л. : Гидрометиздат, 1954. — Т. 3. Климаты земного шара. — 320 с.
- (рос.) Апродов В. А. Вулканы. — М. : Мысль, 1982. — 368 с. — (Природа мира)
- (рос.) Апродов В. А. Зоны землетрясений. — М. : Мысль, 2010. — 462 с. — (Природа мира) — ISBN 978-5-244-01122-7.
- (рос.) Эфиопия // Африка: энциклопедический справочник [в 2-х тт.] / гл. ред. А. А. Громыко. — М. : Советская энциклопедия, 1986. — Т. 2. К-Я. — 671 с.
- (рос.) Бабаев А. Г., Зонн И. С., Дроздов Н. Н., Фрейкин З. Г. Пустыни. — М.  : Мысль, 1986. — 320 с. — (Природа мира)
- (рос.) Браун Л. Африка. — М. : Прогресс, 1976. — 288 с. — (Континенты, на которых мы живем)
- (рос.) Букштынов А. Д., Грошев Б. И., Крылов Г. В. Леса. — М. : Мысль, 1981. — 316 с. — (Природа мира)
- (рос.) Власова Т. В. Физическая география материков. С прилегающими частями океанов. Южная Америка, Африка, Австралия и Океания, Антарктида. — 4-е, перераб. — М. : Просвещение, 1986. — 269 с.
- (рос.) Гвоздецкий Н. А., Голубчиков Ю. Н. Горы. — М. : Мысль, 1987. — 400 с. — (Природа мира)
- (рос.) Гвоздецкий Н. А. Карст. — М. : Мысль, 1981. — 214 с. — (Природа мира)
- (рос.) Географический энциклопедический словарь: географические названия / под. ред. А. Ф. Трёшникова. — 2-е изд., доп. — М. : Советская энциклопедия, 1989. — 585 с. — ISBN 5-85270-057-6.
- (рос.) Исаченко А. Г., Шляпников А. А. Ландшафты. — М. : Мысль, 1989. — 504 с. — (Природа мира) — ISBN 5-244-00177-9.
- (рос.) Словарь современных географических названий / под общей редакцией акад. В. М. Котлякова. — Екатеринбург : У-Фактория, 2006.
- (рос.) Лобова Е. В., Хабаров А. В. Почвы. — М. : Мысль, 1983. — 304 с. — (Природа мира)
- (рос.) Максаковский В. П. Географическая картина мира. Книга I: Общая характеристика мира. — М. : Дрофа, 2008. — 495 с. — ISBN 978-5-358-05275-8.
- (рос.) Максаковский В. П. Географическая картина мира. Книга II: Региональная характеристика мира. — М. : Дрофа, 2009. — 480 с. — ISBN 978-5-358-06280-1.
- (рос.) Поспелов Е. М. Географические названия мира: Топонимический словарь. — М. : АСТ, 2005.
- (рос.) Эфиопия // Страны Африки. Политико-экономический справочник / ред. В. Солодовников, В. Румянцев. — М. : Издательство политической литературы, 1969. — 318 с.
- (рос.) Физико-географический атлас мира. — М. : Академия наук СССР и Главное управление геодезии и картографии ГУГК СССР, 1964. — 298 с.
- (рос.) Энциклопедия стран мира / глав. ред. Н. А. Симония. — М. : НПО «Экономика» РАН, отделение общественных наук, 2004. — 1319 с. — ISBN 5-282-02318-0.